# Holt golfozók társasága
A Holt golfozók társasága A Simpson család című amerikai rajzfilmvígjáték sorozat második évadának hatodik epizódja. Az epizód premierje 1990. november 15- én volt . Az epizód volt az első, amelyben az egész Flanders család részt vesz. Ez az első alkalom, hogy Ned Flanderst erősen vallásosként ábrázolják.

## Cselekmény
Amikor Homer a gyepet kaszálja, Flanders meghívja egy sörre. Amikor meglátja, hogy Flanders
milyen jól elvan a feleségével, megvádolja hogy neki bemutat. Ő megkéri hogy hagyja abba, mire
Homer távozik. Bocsánatkérő levelet ír amit Homer szórakozottságában el is olvas.
Amikor elmennek minigolfozni látják ott van a Ned és fia Todd, így egy közös partiba kezdenek.
A játék jól  megy mindenkinek főleg Bartnek. Csak Homer ügyetlenkedik aki még mindig féltékeny.
Eközben Bart és Todd észrevesz egy plakátot amin az áll hogy hamarosan minigolf bajnokság és a
győztesnek 50 dollár üti a markát. Homer fogadást köt hogy Bart nyeri a bajnokságot hiába Todd is nagyon jó.
Amikor Bart szerény serleg gyűjteményére néz, elbizonytalanodik. Lisa felajánlja, hogy segít gyakorolni.
Eközben Flanders és Homer azt találják ki hogy aki elveszti a fogadást az fog kaszálni egész vasárnap a másik kertjében.
A verseny napján Homer megfenyegeti Bartot hogyha nem nyer akkor neki kell kaszálnia. A 18-as lyukig minden jól megy
Bartnek és Toddnak. Viszont a két fiú megegyezik hogy ez a meccs nem élet-halál kérdés így megegyeznek a döntetlenben.
Másnap egész délután egymás gyepét kaszálják míg a fiúk lazsálnak és őket nézik.